# Christoph Diedrich Arnold Delius
Christoph Diedrich Arnold Delius (* 22. Oktober 1742 in Vlotho; † 9. Dezember 1819 in Bremen auf Gut Rosenthal) war ein deutscher Kaufmann und Diplomat in Bremen sowie US-Konsul.

## Biografie
Delius war der Sohn des Kaufmanns Christian Adolf Delius (1720–1806) und Christine Delius. Er absolvierte eine kaufmännische Lehre in Bremen. Danach war er mehrere Jahre für die Firma Heymann & Talla tätig als Ein- und Verkäufer und Supercargo (Ladungsexperte) in US-Amerika. Er gründete nach seiner Rückkehr in Bremen ein Ein- und Ausfuhrgeschäft für westfälisches Leinen, das nach Nordamerika und auch Westeuropa exportiert wurde, sowie eine Reederei mit Niederlassungen in Baltimore, New York und Philadelphia. Die Reederei wurde von Verwandten geleitet. Er besaß ausgedehnte Ländereien in South Carolina.
Delius war mit dem ersten Präsident der Vereinigten Staaten und Farmer George Washington befreundet. Er wurde von Washington am 29. März 1794 zum amerikanischen Konsul ernannt, mit Bremen und Oldenburg als seinem Wirkungsbereich. Bremen erkannte ihn als Konsul jedoch nicht an, sondern später den Kaufmann Friedrich Jakob Wichelhausen.
1796 gründete er mit seinem Neffen Christian Friedrich Delius (1770–1823) die Firma Fred(erick) Delius. 1800 überließ er dem Neffen die Firma. Er kaufte sich 1800 vom Advokat Dietrich Rosenkamp das Gut Rosenthal, aus dem nach 1869 das Gut Kreyenhorst wurde mit dem Teehaus von nach 1828 an der Marcusallee 1a in Bremen-Horn-Lehe. Delius ließ den Garten anlegen.